# Барбара Лісков
Барбара Лісков (англ. Barbara Liskov; до шлюбу Барбара Джейн Г'юберман, англ. Barbara Jane Huberman; нар. 7 листопада 1939) — американська дослідниця в галузі інформатики, лауреатка премії Тюрінга 2008 року. У цей час є інститутською професоркою у Массачусетському технологічному інституті.

## Біографія
Народилась і виросла у Каліфорнії старшою з чотирьох дітей. У родині цінувалася освіта, проте батьки Барбари ніяким чином не вплинули на її захоплення наукою, зокрема математикою.
Барбара Лісков здобула бакалаврський ступінь з математики в Університеті Каліфорнії (Берклі) у 1961 році. Після цього подала заявку на навчання у два виші — у рідний Берклі та у Принстонський університет. З Принстона надійшла відповідь, що жінки не розглядаються як кандидатури на навчання, в тому числі післядипломне. Тим не менше, хоч Г'юберман і прийняли в Берклі, вона вирішила не продовжувати навчання і почала шукати роботу і вирішила переїхати з Каліфорнії в Бостон, звідки був родом її батько.
Перші спроби знайти роботу, пов'язану з математикою, не мали успіху. За її словами: «Все, що мені пропонували, — це була робота, що полягала у малюванні графіків або щось у тому роді». Тож вона пройшла по вакансії програмістки у корпорації Mitre, де пропрацювала близько року. Після цього  змінила місце роботи на Гарвард, де працювала у проєкті, пов'язаному з перекладом природної мови.
Г'юберман знову вирішує продовжити навчання і подає заявку на математичну програму у Берклі та на програми комп'ютерних наук у Стенфорді та Гарварді. Пройшла в останні два виші, проте обрала Стенфордський університет, частково тому, щоб повернутися у Каліфорнію. У 1968-ому вона стала першою жінкою у США, що здобула Ph.D. у галузі комп'ютерних наук. Темою її наукової роботи була комп'ютерна програма для гри шахових закінчень.
Після цього Г'юберман знову повертається до Бостона для пошуку роботи. Водночас зустріла Нейта Лісков, з яким одружилася у 1970 році. Знову почала працювати на Mitre, де попрацювала до 1972 року, коли перейшла у Массачусетський технологічний інститут, де працює і викладає досі.[коли?]

## Наукова робота
Г'юберман-Лісков керувала багатьма відомими проектами, включаючи операційну систему Venus, невелику, малозатратну та інтерактивну систему; розробкою та реалізацією мов програмування CLU та Argus; об'єктно-орієнтованої бази даних Thor. Разом з Дженнет Вінг вона розробила часткове визначення підтипу, відоме як принцип підстановки Лісков. Також керує Programming Methodology Group в MIT, з поточним напрямом досліджень на розподілені обчислення.
Барбара Лісков є членкинею Національної академії інженерії, Американської академії мистецтв та наук та Асоціації обчислювальної техніки. У 2004 році вона отримала медаль Джона фон Неймана за «фундаментальний внесок до мов програмування, методологій програмування та розподілених систем». Вона авторка трьох книг та понад сотні технічних праць.
Лісков отримала премію Тюрінга у 2008 році за роботу з дизайну мов програмування та методологій програмного забезпечення, що привело до розробки об'єктно-орієнтованого програмування. ACM відзначила її внесок до практичних і теоретичних основ «мов програмування та проектування систем, особливо пов'язаних з абстракцією даних та розподіленими обчисленнями».